# Tras La Tormenta (álbum de Willie Colón y Rubén Blades)
«Tras la Tormenta» es el quinto y último álbum de estudio del cantante puertorriqueño Willie Colón y el cantautor panameño Rubén Blades. Fue lanzado el 31 de enero de 1995 a través de Sony Tropical, Epic Records y Columbia Records. Grabado en Acme Recordings Studios, fue la última gran colaboración entre ambos artistas. Constó de cuatro sencillos: «Talento de Televisión», «Homenaje a Héctor Lavoe», «Tras la Tormenta» y «Como un Huracán», siendo el primero el más premiado del álbum.
Es considerado por los expertos como uno de los álbumes desalsa más exitosos. También fue nominado al Premio Grammy al Mejor Álbum Tropical Latino en la 38.ª edición de los Premios Grammy y alcanzó el tercer puesto en la lista de Álbumes Tropicales de Billboard. Además, uno de sus cuatro sencillos, "Tributo a Héctor Lavoe", se encuentra como tema de apertura del álbum. Durante casi un minuto se puede escuchar el trombón que catapultó a Willie Colón a la fama junto con Héctor Lavoe durante su etapa como dúo, compuesto por el propio Colón, Amilcar Boscán y Cucco Peña .

## Antecedentes
Fue grabado luego de una larga pelea entre Blades y Colon, la cual se debió al desacuerdo de Blades con el álbum The Last Fight (1984), ambos venían con grandes álbumes a sus espaldas como Hecho En Puerto Rico de Colón Publicado por Sony Music en 1993, Amor Y Control con Blades en 1992 también con Sony Music. Aunque en canciones como "Doña Lele" y "Tras La Tormenta" se muestra como interactúan con el trombón y tú de Blades, en ningún momento de la grabación compartieron estudio, algo que no hicieron hasta el 2003 para celebrar el 20 aniversario de su álbum Siembra . 

## Intervención de Sony Music
La intervención de Sony Music fue propuesta de manera humorística por el propio Blades, debido a su intención de agradecer a Colón por haberlo introducido al mundo de la música en 1977 con su álbum Metiendo Mano!, aunque Colón aceptó el proyecto no salió como esperaba estando en estudios diferentes al momento de grabar el disco. 

## Sencillos

### Talento de Televisión
Artículo principal: Talento de Televisión
Fue escrita por Amílcar Boscán, inspirado en la actriz Yuyito, y afirmó que surgió de "fenómenos cotidianos que suelen olvidarse". También comentó que, cuando veía televisión en los 90, había un programa venezolano llamado Súper Sábado Sensacional donde aparecía la modelo argentina "Yuyito", quien en realidad es Amalia González.  También se dijo que era Jennifer López, pero el propio Amílcar Boscán lo descartó. 

### Homenaje a Héctor Lavoe
Esta es la canción con la que se inaugura el álbum. Tocando el trombón durante 40 segundos en lo cual Colón y Lavoe se apoyaron para alcanzar la fama.

## Lista de canciones
Adaptada de Apple Music . 

Todas las canciones escritas y compuestas por Rubén Blades, a excepción de donde se indica.. 
| Tras La Tormenta track listing |                           |                           |          |  |
| N.º                            | Título                    | Performer(s)              | Duración |  |
| 1.                             | «Homenaje a Hector Lavoe» | Willie Colón              |          |  |
| 2.                             | «Como un Huracán»         | Rubén Blades              |          |  |
| 3.                             | «Caer en Gracia»          | Willie Colón              |          |  |
| 4.                             | «Todo O Nada»             | Rubén Blades              |          |  |
| 5.                             | «Dale Paso»               | Willie Colón              |          |  |
| 6.                             | «Deshaucio»               | Rubén Blades              |          |  |
| 7.                             | «Doña Lele»               | Willie Colón Rubén Blades |          |  |
| 8.                             | «Oye»                     | Rubén Blades              |          |  |
| 9.                             | «Talento de Televisión»   | Willie Colón              |          |  |
| 10.                            | «Tras La Tormenta»        | Rubén Blades Willie Colón |          |  |

## Personal

### Músicos
- Bajo – Sal Cuevas
- Bongós, Maracas, Güiro: José Mangual Jr.
- Congas – Milton Cardona
- Coros: Eddie Ganz, Jose Mangual, Milton Cardona, Nestor Sanchez, Ozzie Melendez, Ruben Blades, Willie Colón
- Piano: Joe Torres, Oscar Hernandez
- Timbales: Johnny Almendra
- Trombón: Leopoldo Pineda, Louis Kahn, Luis Lopéz

### Créditos
- Arreglos: Angel "Cucco" Peña, Humberto Ramírez, Marty Sheller, Willie Colón.
- Productor(es): Ruben Blades, Willie Colón
- Dirección: Rubén Blades, Willie Colón
- Asistente de grabación: Shari Weingarten
- Ingeniero de mezcla: Rory Young
- Máster: Ted Jensen
- Mezcla: Oscar Hernández
- Diseño, Dirección Artística: Interphoto Productions, Mario Houben
- Dirección musical: Angel "Cucco" Peña, Isidro Infante, Oscar Hernandez
- Photografía: Ricardo Betancourt[8]